# Moses Masai
Moses Masai (* 1. Juni 1978) ist ein kenianischer Marathonläufer.
2002 wurde er Achter beim Berliner Halbmarathon und Zwölfter beim Amsterdam-Marathon.
2004 gewann er den Hannover-Marathon und den Wiener Herbstmarathon. 2005 siegte er beim Ruhrmarathon und wurde Zweiter bei Maastrichts Mooiste.

## Persönliche Bestzeiten
- 15-km-Straßenlauf: 43:38 min, 24. April 2005, Maastricht
- Halbmarathon: 1:02:48 h, 7. April 2002, Berlin
- Marathon: 2:10:13 h, 17. April 2005, Essen